# مايك ووكر (صحفي)
مايك ووكر (بالإنجليزية: Mike Walker)‏ هو صحفي أمريكي، ولد في 16 يناير 1946، وتوفي في 16 فبراير 2018.